# Kassian Lauterer
Kassian Lauterer (ur. 29 stycznia 1934 w Bregencji, zm. 19 października 2022 tamże) – austriacki duchowny rzymskokatolicki, cysters, w latach 1968-2009 opat terytorialny Wettingen-Mehrerau.

## Życiorys
20 sierpnia 1952 złożył cysterskie śluby zakonne. Święcenia kapłańskie przyjął 6 sierpnia 1957. 31 sierpnia 1968 został mianowany opatem terytorialnym Wettingen-Mehrerau. 29 stycznia 2009 przeszedł na emeryturę.